# La Unión, Atlántida
La Unión är en ort i Honduras.   Den ligger i departementet Atlántida, i den centrala delen av landet, 180 km norr om huvudstaden Tegucigalpa. La Unión ligger 3 meter över havet och antalet invånare är 2 382.
Terrängen runt La Unión är varierad.  Trakten runt La Unión är nära nog obefolkad, med mindre än två invånare per kvadratkilometer. Närmaste större samhälle är La Ceiba, 18,7 km öster om La Unión. 